# Hugo Darnaut
Hugo Darnaut ou Darnaut-Fix (né le 28 novembre 1851 à Dessau, mort le 9 janvier 1937 à Vienne) est un peintre paysagiste autrichien.

## Biographie
Hugo Darnaut est le fils du comédien Michael Fix, appelé aussi Darnaut. Il passe sa jeunesse à Graz et fait un apprentissage de peintre de décors de théâtre auprès de Heinrich Burghart à Vienne. En 1871 et 1872, il étudie à l'Académie des beaux-arts de Vienne auprès de Eduard Peithner von Lichtenfels. Grâce à une bourse, il va à Düsseldorf comme beaucoup de peintres paysagistes, où il rencontre Andreas Achenbach, Robert Meyerheim et Johannes Wortmann (de). En 1877 il devient membre de la Künstlerhaus Wien. Dans les années 1890, il suit pendant un an les cours de Gustav Schönleber à Karlsruhe.
Après la mort d'Emil Jakob Schindler, il loue le château de Plankenberg à Sieghartskirchen, dans le bois de Vienne, où Schindler avait peint de nombreux paysages et fondé une école. Il participe à de nombreuses expositions à Berlin, Paris, Venise. Il travaille avec Erwin Pendl (de) pour le pavillon de l'Autriche à l'Exposition universelle de 1900. En 1912, il s'installe à Maria Anzbach. Entre 1913 et 1918, il est le président d'une association d'artistes de Vienne.
En 1930, il devient citoyen de Vienne, membre d'honneur de le Künstlerhaus et l'université technique de Vienne. À sa mort, il est enterré au cimetière évangélique de Matzleinsdorf.